# Сёстры Вэйн
«Сёстры Вэйн» или «Сёстры Вейн» (англ. The Vane Sisters) — рассказ Владимира Набокова, относящийся к американскому периоду его творчества. Был написан в 1951 и опубликован в 1959 году, вошёл в состав сборника Nabokov’s Quartet (1966).

## Сюжет и история текста
Главный герой рассказа — преподаватель в колледже, расположенном в маленьком американском городке. Он случайно узнаёт о смерти своей старой знакомой Цинтии Вэйн и пускается в воспоминания. Сестра Цинтии Сибилла была его студенткой и покончила с собой, когда её бросил любовник. Позже главный герой много общался с Цинтией и заметил за ней одну странность: она верила, что души её умерших знакомых какое-то время после смерти управляют её судьбой. Возвращаясь домой, он в страхе ждёт, что Цинтия даст ему какой-нибудь знак с того света. Герою снится сон, который действительно связан с Цинтией, но не содержит ничего определённого.
«Сёстры Вэйн» были написаны в феврале 1951 года. Набоков направил рукопись в журнал New Yorker, но редактор отказался публиковать рассказ, так как не понял главную мысль. Поэтому «Сёстры Вэйн» увидели свет только в феврале 1959 года в Hudson Review. В 1966 году автор включил рассказ в сборник «Квартет Набокова» (Nabokov’s Quartet).
«Сёстры Вэйн» стали последним рассказом Набокова по дате публикации (последним по времени написания стал «Ланс»). Брайан Бойд считает их одним из лучших рассказов писателя, объединяющим «все достижения набоковского искусства: дотошное внимание к сверканию и слякоти внешнего мира, точность в наблюдении внутреннего мира страстей…, блестящее владение привычными литературными приёмами и в то же самое время умение создать эффект таящегося за словами мерцающего света, намекающего на нечто иное».